# Erodium cazorlanum
Erodium cazorlanum là một loài thực vật có hoa trong họ Mỏ hạc. Loài này được Heywood mô tả khoa học đầu tiên năm 1954.